# Glen Raven
Glen Raven is een plaats (census-designated place) in de Amerikaanse staat North Carolina, en valt bestuurlijk gezien onder Alamance County.

## Demografie
Bij de volkstelling in 2000 werd het aantal inwoners vastgesteld op 2750.

## Geografie
Volgens het United States Census Bureau beslaat de plaats een oppervlakte van
10,7 km², waarvan 10,5 km² land en 0,2 km² water.

## Plaatsen in de nabije omgeving
De onderstaande figuur toont nabijgelegen plaatsen in een straal van 12 km rond Glen Raven.